# Dmitri Dioujev
Dmitri Petrovitch Dioujev (en russe : Дмитрий Петрович Дюжев), né le 9 juillet 1978 à Astrakhan en Union soviétique, est un acteur russe.

## Filmographie partielle
- 2001 : Les Poisons, ou Histoire mondiale de l'empoisonnement (Яды, или Всемирная история отравлений) de Karen Chakhnazarov
- 2002 : La Brigade (Бригада) d'Alexeï Sidorov
- 2005 : Colin-maillard (Жмурки) d'Alexeï Balabanov
- 2006 : Je n'ai pas mal (Мне не больно) d'Alexeï Balabanov
- 2006 : L'Île (Остров) de Pavel Lounguine
- 2010 : Soleil trompeur 2 (Утомлённые солнцем 2: Предстояние) de Nikita Mikhalkov
- 2011 : Soleil trompeur 3 (Утомлённые солнцем 2: Цитадель) de Nikita Mikhalkov
- 2012 : Les Mamans (Мамы) de Sarik Andreassian
- 2012 : Odessa-maman (Одесса-мама) : Andreï Tchebanov, procureur d'Odessa
- 2012 : Le Chef de la mixité (Вождь разнокожих) : Gocha le ravisseur
- 2013 : Ivan le fils d'Amir (Иван сын Амира)
- 2013 : Courrier du paradis (Курьер из «Рая») : Vadim Gorokhov
- 2013 :  Les Combattants (Истребители) : Ilia Bestoujev
- 2015 :  Temporairement indisponible (Временно недоступен) : Anton Pletniov
- 2015 :  Affrontement à Manille (Разборка в Маниле) : le sniper russe Viktor
- 2015 : Raïa sait (Рая знает) : Vladimir Petrovitch
- 2016 : Une pour tous (Одна за всех, série TV) : Youri, le mari d'Ania (8e saison)
- 2017 :  Les Feux du grand village (Огни большой деревни)
- 2017 :  Dans la zone d'accès à l'amour (В зоне доступа любви) : Andreï
- 2017 : Le Chemin du Calvaire (Хождение по мукам, série TV) : Mamont Dalski
- 2018 : Tobol (Тобол) : Pierre le Grand
- 2020 : Les Âmes mortes (Мёртвые души) : Manilov
- 2022 :  Restaurant par concept (Ресторан по понятиям, série TV) : Cuvalda

## Récompenses et nominations

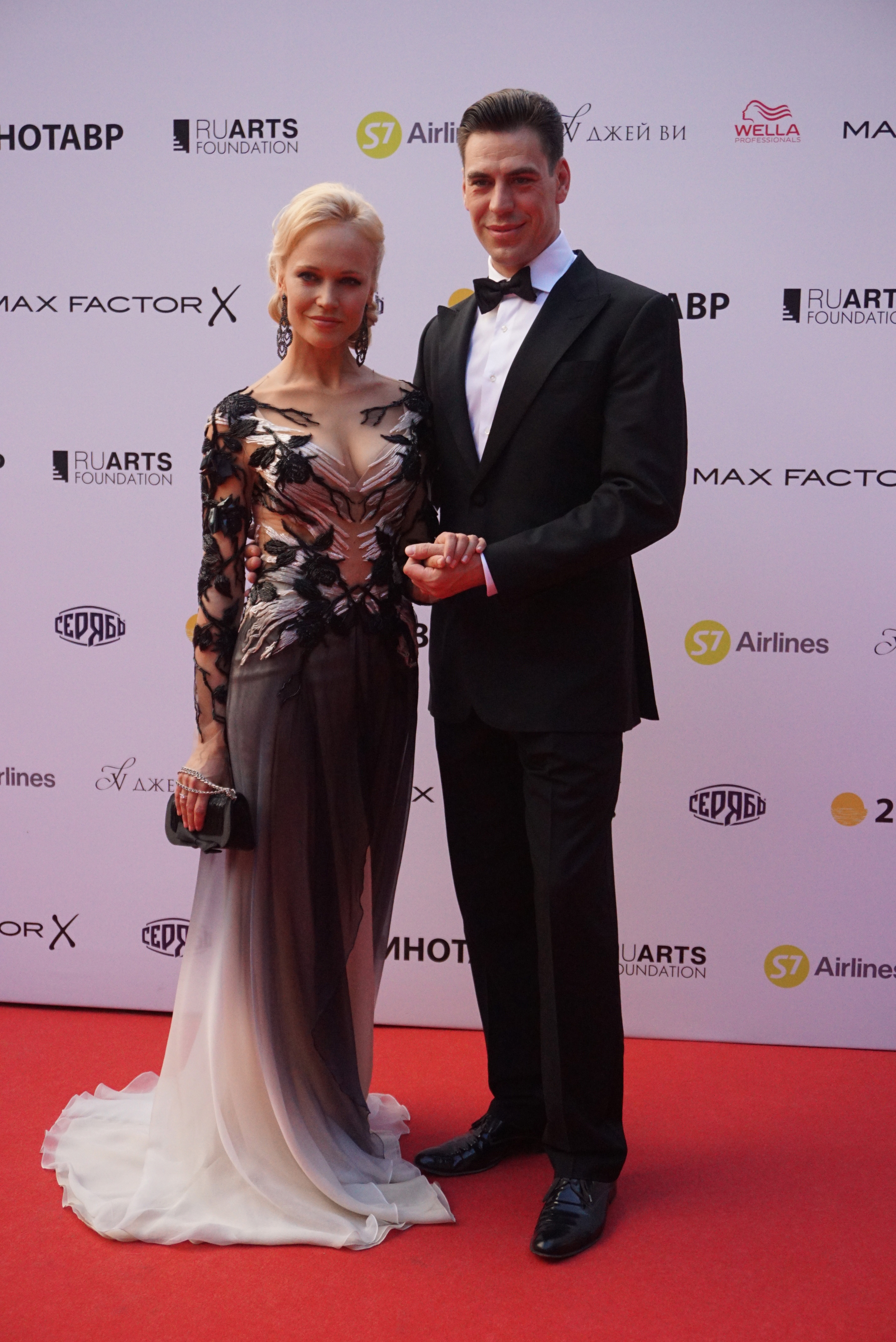
Dmitri Dioujev et son épouse Tatiana au festival du cinéma de Sotchi en 2016.